# 伊戈
| 调查年 | 人口   | 备注 | %±     |
| ------ | ------ | ---- | ------ |
| 1960   | 7,682  |      | —      |
| 1970   | 11,542 |      | 50.2%  |
| 1980   | 10,359 |      | −10.2% |
| 1990   | 14,213 |      | 37.2%  |
| 2000   | 19,474 |      | 37.0%  |
| 2010   | 20,539 |      | 5.5%   |
| 来源:  |        |      |        |

伊戈 (查莫罗语：Yigu 发音： "GEE-GO")，是美国海外属地关岛最北端的村庄，同时也是安德森空军基地的所在地。单论面积，伊戈比关岛其他的任何一个村都要大。 
在第二次世界大战期间，伊戈是日本占领该岛期间集中营的所在地，亦是战争期间在关岛上最后一战的战场。在此还有日本政府建立的南太平洋纪念和平公园，专门奉献给第二次世界大战中战死的日本和美国士兵。

## 教育
伊戈有数个幼儿园提供直到5年级的小学教育：
- 丹尼尔·L·佩雷兹小学（前身为伊戈小学）
- 马坎特诺小学
- UPI小学

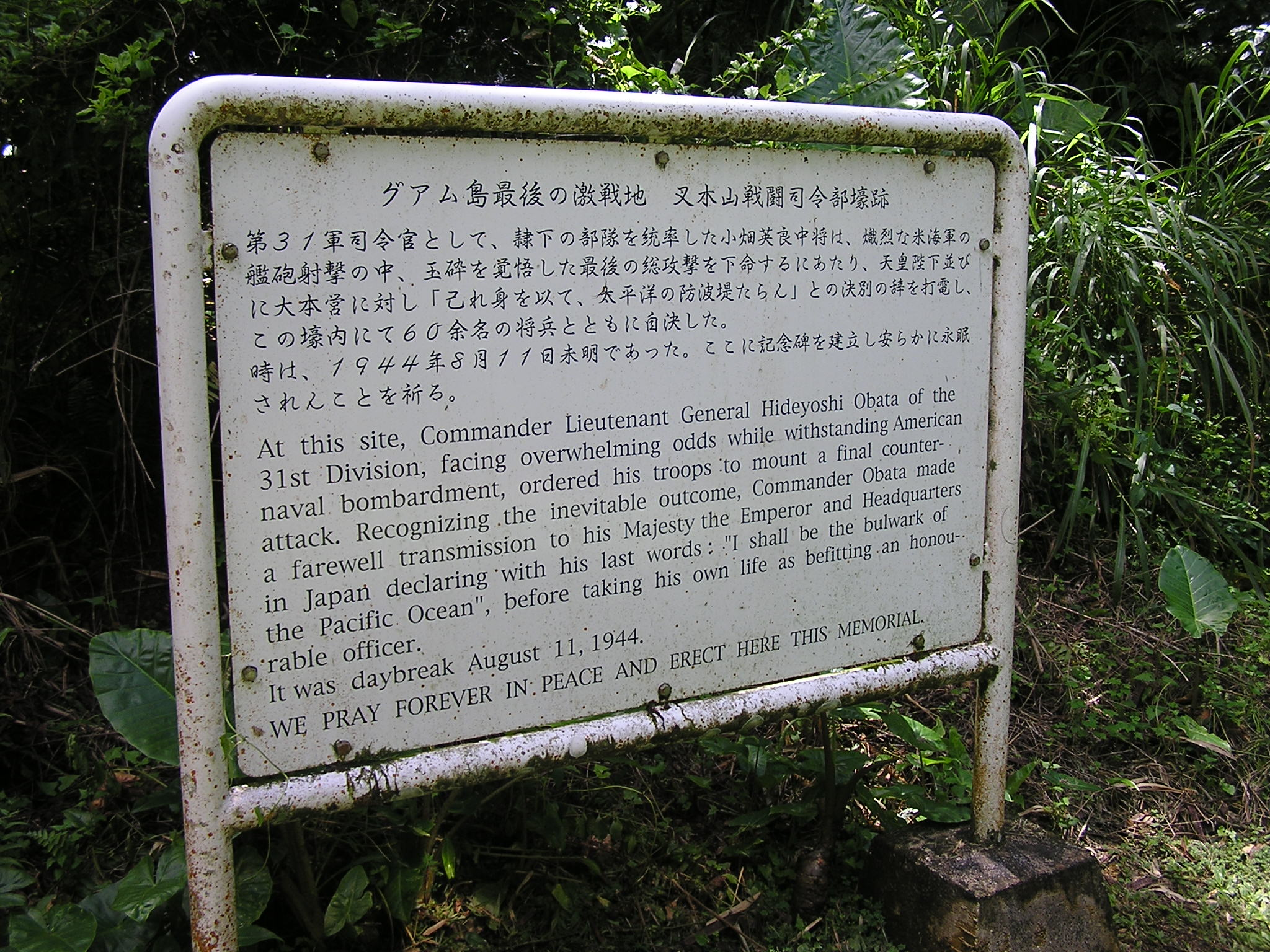
在伊戈南太平洋纪念和平公园小畑英良历史悠久的纪念标志

此外还有FB·里昂·格雷罗中学，前身为一所小学，后转换为一所中学。此外，伊戈还有一所中学西蒙·桑切斯高中，原本西蒙·桑切斯高中在1974年创建时是一所初中，后于1982年转变为一所高中，主要负责东北关岛地区的教育，第一个毕业班毕业于1993年5月。

## 其他链接
- Yigo Guam关岛门户网站上的伊戈
- Yigo Map from PDN Archive.today的存檔，存档日期2013-01-25宿命的登陆--关岛的历史。夏威夷大学出版社。ISBN0-8248-1678-1
- PDN Guam Village MapsArchive.today的存檔，存档日期2012-12-08 关岛村庄全图
- . Statoids.